# Szwedy (województwo świętokrzyskie)
Szwedy – wieś w Polsce, położona w województwie świętokrzyskim, w powiecie koneckim, w gminie Słupia Konecka.
W latach 1975–1998 miejscowość administracyjnie należała do województwa kieleckiego.
Wierni Kościoła rzymskokatolickiego należą do parafii Wniebowzięcia Najświętszej Maryi Panny i św. Tekli w Mninie.